# La Vermine du lion
La Vermine du lion est un roman de science-fiction écrit par Francis Carsac, pseudonyme de François Bordes, et publié en 1967.

## Parution
Le roman est notamment paru dans la collection Fleuve noir, en 1967, puis en collection Super-luxe no  54, troisième trimestre 1978.
Il a été de nouveau publié en novembre 2004 aux éditions Eons, dans une version complétée.

## Résumé
La planète Eldorado est très riche en minéraux, La Vermine du lion raconte la lutte d'un homme qui tente d'empêcher une compagnie minière de la terre d'exploiter ces richesses au détriment de la population indigène.

## Distinction
Le roman est listé dans Les 100 principaux titres de la science-fiction (1981).